# スタイルフィット (筆記具)
スタイルフィット (STYLE FIT) は、三菱鉛筆が発売する筆記具。「uni」ブランドを冠する製品の一つ。2009年（平成21年）5月18日に全国で発売された（同年3月18日に一部で先行発売）。

## 概要
パイロットコーポレーションのハイテックCコレト（2005年10月発売）や、ぺんてるのSliccies（スリッチーズ、2009年2月発売） そしてゼブラのプレフィールと同じく、本体（ホルダー）と専用リフィルが別々に発売されていて、利用者の好みのリフィルを本体にセットして使用できるタイプの筆記具である。
これらの製品は多色ボールペンやシャープペンシル付きボールペンを発展させる形で開発されたことから、発売されているリフィルの大半はシャープペンシルのリフィルや、様々な色のゲルインクボールペンのリフィルである。スタイルフィットでは、これに加えて油性ボールペンのリフィルも発売されている。
また、各社ともに複数本のリフィルをセットできる本体を発売しているが、スタイルフィットではこれに加えて単色ホルダーや、芯入りの単色ボールペンも発売されている。どちらも構造は同じで自由にリフィルを交換できるが、本体の配色などが異なる。単色ホルダーや単色ボールペンの軸は鉛筆並みの細さで、クリップも省略しているため、多数のペンを筆箱などに収納してもあまりかさばらない。ただし、一部の5色ホルダーに関しては、クリップのついているものもある。
新発売された2009年、「スタイルフィットボーイ・コンテスト」が実施され、約1500人の中から山本涼介（当時中学2年）が優勝した。この年のジュノン・スーパーボーイ・コンテストとも連動した企画だった。

## ラインナップ

### ホルダー
3色ホルダー、4色ホルダー、5色ホルダー、単色ホルダーが発売されている。2色ホルダーは発売されていない。
5色ホルダー、4色ホルダーにはクリップが付いており、3色ホルダーにはクリップ付きとクリップなしの製品がある（クリップ付きの方が割高となっている）。単色ホルダーにはクリップがついていない。
軸の色・デザインは複数用意されている。3色ホルダーについては他社製品に似た透明なホルダーも発売されている。ラバーグリップなどは装備していない。
5色ホルダーについては、消しゴム付のホルダーもある。
4色ホルダーについてはシャープペン型ノックを採用している。
Slicciesと同様にペンの頭部がリフィル側でなく本体側に付いているために頭部の色が固定されており、ハイテックCコレトや一般の多色ボールペンのように頭部を見てリフィルの色（およびペンの太さ）を判別することができない。リフィルの色（および芯の太さ）はペンの下部で判別する。

### リフィル
ゲルインクボールペン（ユニボール シグノのインクを使用）、油性ボールペン（ジェットストリームのインクを使用）とシャープペンシルのリフィルが発売されている。リフィルは細いリフィルケースの中に入っており、予備として筆箱などに複数本常備することも可能。
ゲルインクボールペンリフィルの芯径は0.28mm、0.38mm、0.5mmがあり、16色が発売されている。油性ボールペンリフィルの芯径は0.5mm、0.7mm、1.0mmがあり、ブラック・レッド・ブルーの3色が発売されている。シャープリフィルの芯径は0.5mmとなっている。

### ゲルインクボールペン
芯が入った状態で発売されているノック式ゲルインクボールペン。基本的な構造は単色ホルダーと同じで、リフィルを他の色や太さのものに交換することもできるが、本体の配色などが異なる。軸の色は単色ホルダーと異なりシルバー1色のみであるが、頭部の色はインクの色に応じて異なっており、芯の太さも記載されている。そのため、一般のボールペンと同じく頭部を見てインクの色や芯の太さを判別できる（他の色や太さのリフィルに交換している場合を除く）。しかし、最近ではホルダーがデコレーションされたものもある。（例：水玉模様など）